# Fernando Echenique
Fernando Echenique (San Justo, Buenos Aires, Argentina; 31 de agosto de 1980) es un árbitro de fútbol argentino, que posee dicha distinción desde 2018.

## Carrera
Echenique inició en el arbitraje en el año 2001, comenzando a dirigir las categorías infantiles de la AFA. En 2004 estuvo en varias oportunidades como árbitro de reserva en los partidos de Primera División. Entres los años 2005 y 2006, osciló entre la Primera C y la quinta categoría del fútbol argentino, hasta llegar en los años siguientes a las divisiones superiores, debutando en Primera División en el año 2011.
Debutó en la máxima categoría del fútbol argentino el 12 de junio de 2011, en un Boca Juniors vs. Banfield (1:1), aunque solamente arbitró el segundo tiempo, ya que ingresó en reemplazo del árbitro principal Alejandro Toia, que se lesionó. Dicho partido, fue en un marco especial, debido a que fue el último encuentro de Martín Palermo en La Bombonera.